# Anoplotherioidea
Gli anoploterioidi (Anoplotherioidea) sono un gruppo di mammiferi artiodattili estinti. Vissero tra l'Eocene medio e il Miocene medio (circa 42 - 15 milioni di anni fa) e i loro resti fossili sono stati ritrovati in Europa.

## Descrizione
Le dimensioni degli anoploterioidi erano molto varie, e andavano da quelle di un coniglio (come nel caso dei cainoteriidi) a quelle di un asino (come nelle specie più grandi di Anoplotherium o di Catodontherium). Comprendevano sia forme dalla corporatura gracile e dalle zampe lunghe e sottili che forme più robuste, dalle zampe più brevi. Le caratteristiche che accomunano tutti gli anoploterioidi risiedevano nel cranio: i membri di questo gruppo erano dotati di una dentatura completa, semi-selenodonte (con cuspidi a forma di mezzaluna), e in generale i molari superiori erano dotati di un protocono conico e isolato. Il protoconulo era semplice e non a forma di mezzaluna, connesso al parastilo tramite una cresta. Il metaconulo, invece, possedeva una forma quasi semilunata. I premolari anteriori erano taglienti e, nelle forme più arcaiche, non vi era una distinzione evidente tra i canini e gli incisivi esterni. L'apofisi paroccipitale era formata dal mastoide e dall'exoccipitale. Alcune forme di grandi dimensioni erano dotate di una lunga coda. 

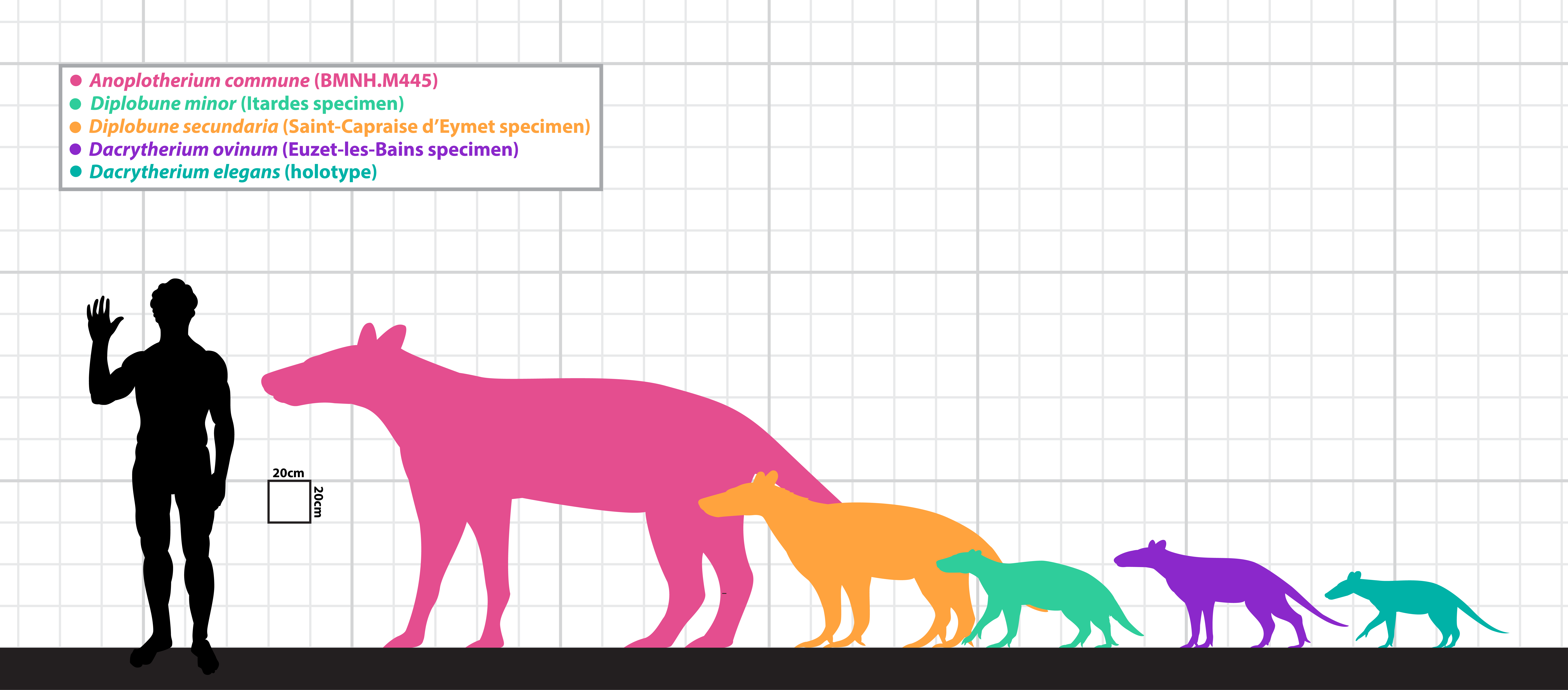
Silhouette di alcune specie di anoploterioidi a confronto con quella di un uomo.

## Classificazione
Gli anoploterioidi sono un gruppo di artiodattili arcaici, probabilmente sviluppatisi nel corso dell'Eocene medio in quello che al tempo era l'arcipelago europeo. In quel periodo, gli anoploterioidi si differenziarono e, partendo da forme primitive come Robiacina, svilupparono via via forme più specializzate nella corsa (come i piccoli cainoteriidi) o forme più grandi e in grado di sorreggersi sulle zampe posteriori e raggiungere le cime degli alberi per brucare (come gli anoploteriidi). Altre forme, come Dacrytherium, possedevano una curiosa fossa preorbitale di grandi dimensioni, che probabilmente ospitava qualche tipo di ghiandola.

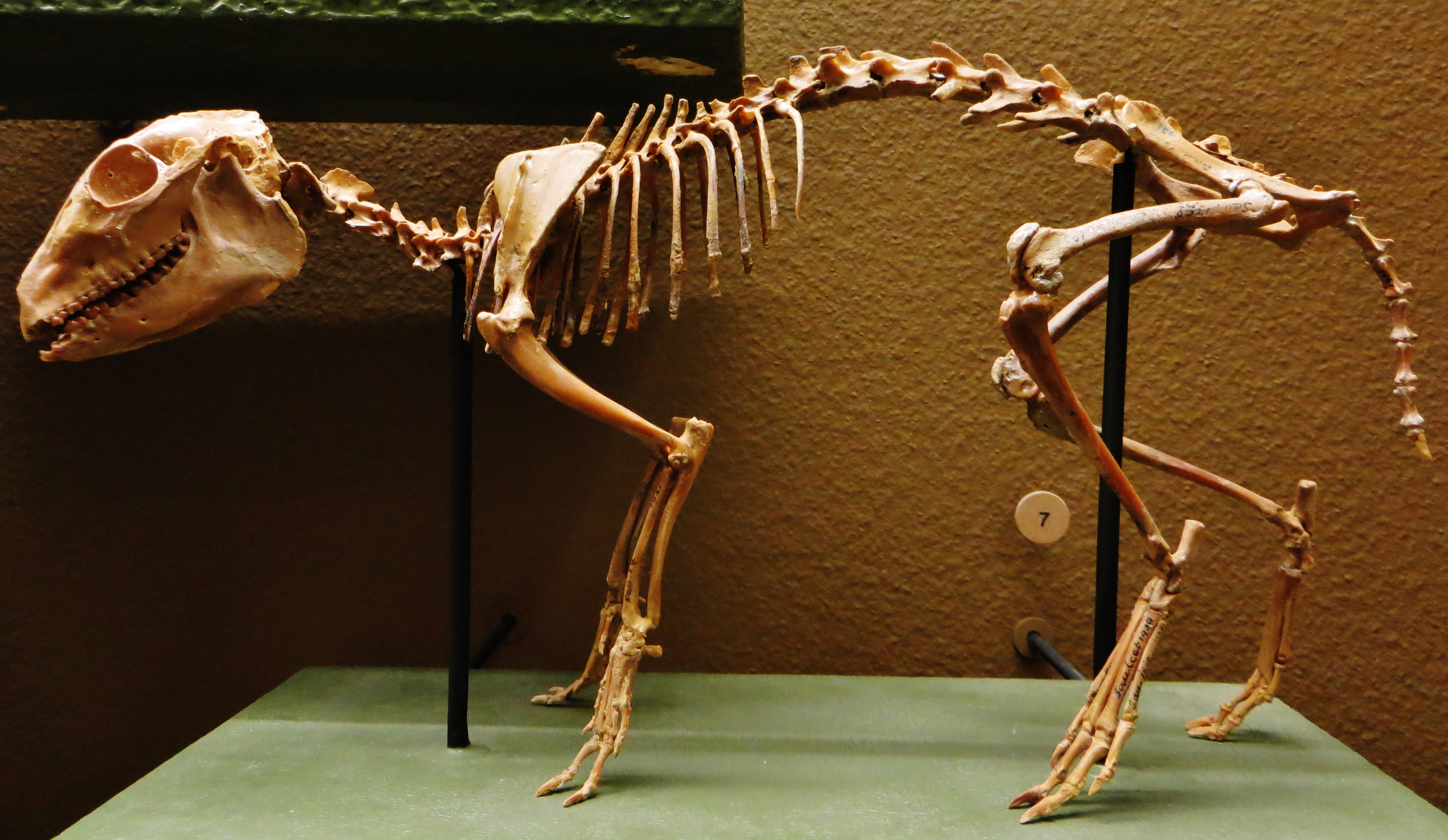
Ricostruzione di uno scheletro di Cainotherium, un cainoteriide

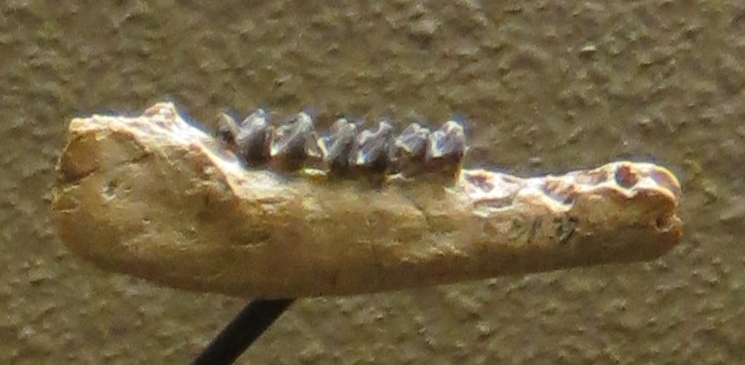
Mandibola di Dacrytherium priscum, un dacriteriide

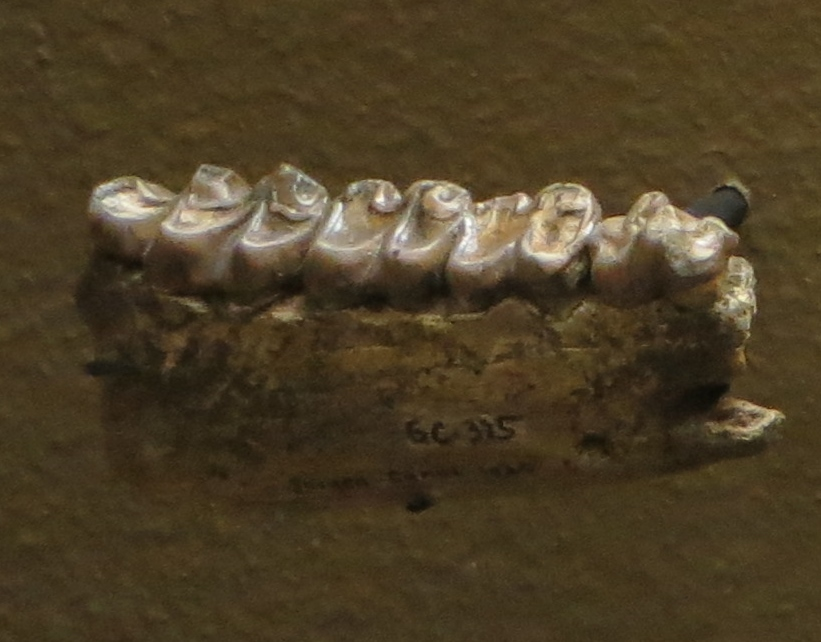
Mandibola di Diplobune secundaria, un anoploteriide

### Tassonomia
- Anoplotherioidea
  - Robiacina
  - Cainotheriidae
    - Oxacroninae
      - Oxacron
      - Paroxacron

    - Cainotheriinae
      - Procaenotherium
      - Plesiomeryx
      - Caenomeryx
      - Cainotherium

  - Dacrytheriidae
    - Dacrytherium
    - Catodontherium

  - Anoplotheriidae
    - Anoplotherium
    - Diplobune
    - Ephelcomenus
    - Deilotherium
    - Robiatherium
    - Duerotherium

## Paleobiologia
Gli anoploterioidi erano piuttosto diffusi negli ambienti umidi dell'Europa dell'Eocene e dell'Oligocene. Quando il clima si raffreddò nel corso dell'Oligocene, e si diffusero le praterie, gli anoploteriidi e i dacriteriidi non riuscirono ad adattarsi ai cambiamenti climatici e ambientali e si estinsero. Solo i cainoteriidi, con alcune forme specializzate, riuscirono a sopravvivere fino al Miocene. 